# Ernest Candèze
Ernest Charles Auguste Candèze (Luik, 22 februari 1827 - Glain, 30 juni 1898) was een Belgische arts en entomoloog. Hij was een specialist op het gebied van kniptorren (Elateridae) en beschreef daarvan talrijke nieuwe soorten. Van de (in 1959) rond 1200 soorten kniptorren uit het gebied van de Grote Oceaan heeft hij er meer dan de helft beschreven.

## Leven en werken
Candèze studeerde geneeskunde in Luik en in Parijs. In Luik was hij een leerling van de entomoloog Jean Théodore Lacordaire, die hem introduceerde in de kring van entomologen in Luik, waar hij bevriend raakte met Félicien Chapuis, Edmond de Selys Longchamps en Robert McLachlan. Hij werd assistent-arts in een inrichting voor geesteszieken, huwde de dochter van de directeur en werd later zelf directeur van de instelling. Hij kreeg vijf kinderen. Zijn zoon Léon (1863-1926) werd ook entomoloog.
Hij was een van de stichtende leden van de Koninklijke Belgische Vereniging voor Entomologie in 1855. In 1860 werd hij fellow van de Royal Entomological Society. Hij was onder meer ook lid van de Koninklijke Academie voor Wetenschappen, Letteren en Schone Kunsten.
In 1853 schreef hij samen met Chapuis de Catalogue des larves de coléoptères, connues jusq'à ce jour. Zijn bekendste entomologisch werk is het vierdelige Monographie des Élatérides (1857-1863, herziene uitgave in 1874). Naast zijn eigen collectie onderzocht hij diverse andere verzamelingen en kreeg hij specimens toegestuurd afkomstig uit alle delen van de wereld, onder meer door Samuel Constantinus Snellen van Vollenhoven. Dat resulteerde in 1865 in de publicatie van Élaterides nouveaux waarin hij tientallen nieuwe soorten beschreef. In 1891 publiceerde hij een Catalogue méthodique des élatérides connus en 1890.
Daarnaast schreef hij ook populair-wetenschappelijke boeken, waaronder Aventures d'un grillon (1877), La Gileppe, les infortunes d'une population d'insectes (1879) en Périnette, histoire surprenante de cinq moineaux (1886).
Candèze was tevens een amateur-fotograaf. In 1874 vond hij een opvouwbare camera uit, genaamd de Scénographe.